# Цёблен
Цёблен (нем. Zöblen) — коммуна в Австрии, в федеральной земле Тироль.
Входит в состав округа Ройтте. Занимает площадь 8,8 км².

## Политическая ситуация
Бургомистр коммуны — Антон Гутайнц.